# Moselle Open 2019 - Doppio
Nicolas Mahut ed Édouard Roger-Vasselin erano i detentori del titolo ma sono stati sconfitti in finale da Robert Lindstedt e Jan-Lennard Struff con il punteggio di 2-6, 7-6(1),  [10-4].

## Teste di serie
1. Nicolas Mahut /  Édouard Roger-Vasselin (finale)
2. Luke Bambridge /  Ben McLachlan (primo turno)

1. Jonny O'Mara /  Ken Skupski (primo turno)
2. Santiago González /  Aisam-ul-Haq Qureshi (semifinale)

## Wildcard
1. Dan Added /  Albano Olivetti (secondo turno)

1. Tristan Lamasine /  Jo-Wilfried Tsonga (primo turno)

## Tabellone

### Legenda
| - Q = Qualificato - WC = Wild card - LL = Lucky loser | - ALT = Alternate - SE = Special Exempt - PR = Protected Ranking | - w/o = Walkover - r = Ritirato - d = Squalificato |

|  | Primo turno               | Primo turno               | Primo turno               | Primo turno | Primo turno |  |  | Quarti di finale       | Quarti di finale          | Quarti di finale          | Quarti di finale       | Quarti di finale       |   |   | Semifinali | Semifinali               | Semifinali               | Semifinali             | Semifinali |   |      | Finale | Finale | Finale | Finale | Finale |  |
|  |                           |                           |                           |             |             |  |  |                        |                           |                           |                        |                        |   |   |            |                          |                          |                        |            |   |      |        |        |        |        |        |  |
|  | 1                         | N Mahut É Roger-Vasselin  | N Mahut É Roger-Vasselin  | 6           | 6           |  |  |                        |                           |                           |                        |                        |   |   |            |                          |                          |                        |            |   |      |        |        |        |        |        |  |
|  | WC                        | T Lamasine J-W Tsonga     | T Lamasine J-W Tsonga     | 2           | 4           |  |  | 1                      | N Mahut É Roger-Vasselin  | N Mahut É Roger-Vasselin  | 6                      | 6                      |   |   |            |                          |                          |                        |            |   |      |        |        |        |        |        |  |
|  | WC                        | D Added A Olivetti        | D Added A Olivetti        | 7           | 7           |  |  | WC                     | D Added A Olivetti        | D Added A Olivetti        | 4                      | 1                      |   |   |            |                          |                          |                        |            |   |      |        |        |        |        |        |  |
|  |                           | R Arneodo B Paire         | R Arneodo B Paire         | 63          | 5           |  |  |                        |                           |                           |                        |                        |   |   | 1          | N Mahut É Roger-Vasselin | N Mahut É Roger-Vasselin | 6                      | 6          |   |      |        |        |        |        |        |  |
|  | 3                         | J O'Mara K Skupski        | J O'Mara K Skupski        | 4           | 68          |  |  |                        |                           |                           | S Arends D Pel         | S Arends D Pel         | 3 | 1 |            |                          |                          |                        |            |   |      |        |        |        |        |        |  |
|  |                           | M Copil U Humbert         | M Copil U Humbert         | 6           | 7           |  |  | M Copil U Humbert      | M Copil U Humbert         | 7                         | 3                      | [5]                    |   |   |            |                          |                          |                        |            |   |      |        |        |        |        |        |  |
|  | L Pouille M Reid          | L Pouille M Reid          | 4                         | 6           | [9]         |  |  | S Arends D Pel         | S Arends D Pel            | 65                        | 6                      | [10]                   |   |   |            |                          |                          |                        |            |   |      |        |        |        |        |        |  |
|  | S Arends D Pel            | S Arends D Pel            | 6                         | 0           | [11]        |  |  |                        |                           |                           |                        |                        |   |   | 1          | N Mahut É Roger-Vasselin | 6                        | 6(1)                   | 4          |   |      |        |        |        |        |        |  |
|  | P Raja MÁ Reyes Varela    | P Raja MÁ Reyes Varela    | P Raja MÁ Reyes Varela    | 3           | 4           |  |  |                        |                           |                           |                        |                        |   |   |            |                          |                          | R Lindstedt J-L Struff | 2          | 7 | [10] |        |        |        |        |        |  |
|  | G Granollers M Granollers | G Granollers M Granollers | G Granollers M Granollers | 6           | 6           |  |  |                        | G Granollers M Granollers | G Granollers M Granollers | 64                     | 3                      |   |   |            |                          |                          |                        |            |   |      |        |        |        |        |        |  |
|  |                           | D Molchanov A Sitak       | 6                         | 5           | [9]         |  |  | 4                      | S González A-u-H Qureshi  | S González A-u-H Qureshi  | 7                      | 6                      |   |   |            |                          |                          |                        |            |   |      |        |        |        |        |        |  |
|  | 4                         | S González A-u-H Qureshi  | 4                         | 7           | [11]        |  |  |                        |                           |                           |                        |                        |   |   | 4          | S González A-u-H Qureshi | S González A-u-H Qureshi | 4                      | 62         |   |      |        |        |        |        |        |  |
|  | G Simon M Zverev          | G Simon M Zverev          | 7                         | 3           | [10]        |  |  |                        |                           |                           | R Lindstedt J-L Struff | R Lindstedt J-L Struff | 6 | 7 |            |                          |                          |                        |            |   |      |        |        |        |        |        |  |
|  | J Erlich F Martin         | J Erlich F Martin         | 5                         | 6           | [7]         |  |  | G Simon M Zverev       | G Simon M Zverev          | 7                         | 67                     | [7]                    |   |   |            |                          |                          |                        |            |   |      |        |        |        |        |        |  |
|  |                           | R Lindstedt J-L Struff    | R Lindstedt J-L Struff    | 6           | 7           |  |  | R Lindstedt J-L Struff | R Lindstedt J-L Struff    | 65                        | 7                      | [10]                   |   |   |            |                          |                          |                        |            |   |      |        |        |        |        |        |  |
|  | 2                         | L Bambridge B McLachlan   | L Bambridge B McLachlan   | 4           | 615         |  |  |                        |                           |                           |                        |                        |   |   |            |                          |                          |                        |            |   |      |        |        |        |        |        |  |